# ARM Neoverse
Az ARM Neoverse az Arm Holdings vállalat által kínált 64 bites ARM processzormagok családja. A 2018 októberében bejelentett termékcsaládban több külön sorozat található, melyeket a nagy teljesítményű számítástechnika céljaira, adatközpontok és peremhálózati alkalmazások számára terveztek. A családot az ARM Neoverse V-sorozat, az ARM Neoverse N-sorozat és az ARM Neoverse E-sorozat alkotja, ahol a V sorozat a teljesítményű számítástechnikát (HPC), az N sorozat az adatközponti felhasználást, az E sorozat pedig a peremhálózati alkalmazást (edge computing) célozza. Ezt a mikroarchitektúrát szintetizálható IP-magként tervezik, amelyeket más félvezetőgyártó vállalatok licencelhetnek és saját tervezésű integrált áramkörökben alkalmazhatnak.

## Neoverse V sorozat
A Neoverse V sorozatú processzorokat a nagy teljesítményű számítástechnikai piac számára tervezték.

### Neoverse V1
A Neoverse V1 (kódnevén Zeus) az Cortex-X1-es processzorból származik és megvalósítja az ARMv8.4-A utasításkészletet és az ARMv8.6-A egy részét. Az Arm hivatalosan 2020. szeptember 22-én jelentette be. A gyártása kezdetben a TSMC 7 nm-es technológiájával valósult meg. A V1 tervezése során az Arm enyhített a korábbi magoknál alkalmazott szigorú területi és energiafelhasználási követelményeken, a lehető legnagyobb teljesítmény elérésének érdekében. Az általános egész- és lebegőpontos teljesítmény mellett a Zeus magot a HPC-munkaterhelésekre is optimalizálták, szélesebb vektoros végrehajtással, valamint a 2×256 bites Scalable Vector Extension (SVE) támogatással.
Technikai portálok szerint a Neoverse V1 egyik megvalósítása az AWS Graviton3 processzor.

### Neoverse V2
Neoverse V2 (kódnevén Demeter) az ARM Cortex-X3 kialakításból származik és megvalósítja az ARMv9.0-A utasításkészletet. Az Arm hivatalosan 2022. szeptember 14-én jelentette be. Az Nvidia Grace, az AWS Graviton4 és a Google Axion processzorok alapulnak a Neoverse V2 kialakításon.
Jelentős változások a Neoverse V1-hez képest:
- BTB kapacitás: 12K bejegyzés[m 1]
- TAGE elágazásjósló: 8 táblás[m 2][15]
- micro-op gyorsítótár: 1536 bejegyzést (csökkentve a hatékonyság miatt)
- dekódolási szélesség: 6
- átnevezés / kiküldés szélessége: 8
- ROB: 320 bejegyzés[m 3]
- végrehajtási portok: 15
- L2 gyorsítótár: 1024-2048 KiB magonként
- CMN-700 hálós összeköttetés (mesh interconnect)[m 4]
  - max. 256 mag egy lapkán
  - max. 512 MiB SLC (System Level Cache)
  - max. 4 TiB/s sávszélesség

### Neoverse V3
A Neoverse V3 (kódnevén Poseidon) processzort az Arm a V2 és E2 mellett jelentette be. A legnagyobb teljesítményű alkalmazásokat célozza meg, DDR5 memóriák, PCIe 6. generáció, és CXL 3.0 használatával. A Poseidon kódnevet először a Zeus-t követő generációra alkalmazták, amely jelenleg a V1, és 2021-re tervezték megjelenését 5 nm-es gyártástechnológiával.

## Neoverse N sorozat
A Neoverse N sorozatú processzorok alapvetően adatközpontokban történő felhasználásra készültek.

### Neoverse N1
Az Arm 2019. február 20-án jelentette be a Neoverse N1 (kódnevén Ares) mikroarchitektúrát, amely a Cortex-A76-ból származtatott, infrastrukturális és szerveralkalmazásokhoz újratervezett kialakítás. A referenciatervek akár 64 vagy 128 Neoverse N1 magot támogatnak.
Jelentős változások a Cortex-A76-hoz képest:
- koherens utasítás-gyorsítótár és adat-gyorsítótár 4 ciklusos LD-használattal (LD: betöltés, load)
- L2 gyorsítótár: 512–1024 KiB magonként
- szövevényes (mesh) összeköttetés, klaszterekbe szervezett 1–4 mag helyett

A Neoverse N1 az ARMv8.2-A utasításkészletet valósítja meg.
Az Ampere Altra (2 foglalatos 80 magos) és AWS Graviton2 (64 magos) CPU platformok Neoverse N1 magokon alapulnak és 2020-ban jelentek meg.

### Neoverse N2
A Neoverse N2 (kódnevén Perseus) a Cortex-A710 processzorból származik és megvalósítja az ARMv9.0-A utasításkészletet. Az Arm hivatalosan 2020. szeptember 22-én jelentette be.
2023. augusztus 28-án az Arm bejelentette a Neoverse CSS N2-t (Genesis), egy az Arm, tehát a tervező által testreszabható CPU-alrendszer megvalósítást, ami a piacra jutási időt csökkenti az ügyfelek számára.
A Microsoft Azure Cobalt 100 128 magos CPU és az Alibaba Yitian 710 szerverprocesszor használ Neoverse N2 architektúrájú magokat.
Jelentős változások a Neoverse N1-hez képest:
- BTB kapacitás: 8K bejegyzés[m 1]
- micro-op gyorsítótár: 1536 bejegyzés
- átnevezés / kiküldés szélessége: 5
- ROB: 160+ bejegyzés
- futószalag mélysége: 10 ciklus
- végrehajtási portok: 13
- SVE2 támogatás
- CMN-700 hálós összeköttetés[m 4]

### Neoverse N-Next
A Neoverse N-Next, amely feltehetőleg az N3 helyén áll, az Arm bejelentéseiben a V2 és az E2 mellett jelent meg. A legnagyobb teljesítményű alkalmazásokat célozza meg, DDR5 memóriák, nagy sávszélességű 6. generációs PCIe és CXL 3.0 használatával.

## Neoverse E sorozat
A Neoverse E sorozatú processzorok peremhálózati alkalmazásokhoz készültek. Főbb tervezési szempontjaik a megnövekedett adatátviteli sebesség és a csökkentett fogyasztás.

### Neoverse E1
A Neoverse E1 a Cortex-A65AE-ből származik és megvalósítja az ARMv8.2-A utasításkészletet. Támogatja a szimultán többszálas végrehajtást (simultaneous multithreading, SMT).

### Neoverse E2
A Neoverse E2 a Cortex-A510-ből származik és megvalósítja az ARMv9-A utasításkészlet.

### Neoverse E-Next
A Neoverse E-Next feltehetőleg az E3, amely az Arm bejelentéseiben a V2 és E2 bejelentések mellett jelent meg. A legnagyobb teljesítményű alkalmazásokat célozza meg, DDR5, 6. generációs PCIe és CXL 3.0 alkalmazásával.

## Elméleti teljesítmény mátrixszorzásnál
|                      | INT8 | BF16 | FP32 | FP64 |
| -------------------- | ---- | ---- | ---- | ---- |
| Neoverse N1          | 64   | 32   | 16   | 8    |
| Neoverse N2          | 128  | 64   | 16   | 8    |
| Neoverse V1          | 256  | 128  | 32   | 16   |
| Intel 3.gen. Xeon SP | 256  | N/A  | 64   | 32   |
| Intel 4.gen. Xeon SP | 2048 | 1024 | 64   | 32   |

## Utódai
A Poseidon kódnévvel a Neoverse V1 (azaz a Zeus) utódját először a 2018-as TechCon-on említették nyilvánosan. A tényleges bevezetés idejét (amelyet a kívülálló chiptervezők alkalmaznak termékeikben) nagyjából 2021-es céldátumként jelöltek meg. Az induló megvalósítási folyamata állítólag a TSMC 5 nm-es eljárása.

## Fordítás
Ez a szócikk részben vagy egészben  az   ARM Neoverse című angol Wikipédia-szócikk ezen változatának fordításán alapul.  Az eredeti cikk szerkesztőit annak laptörténete sorolja fel. Ez a jelzés csupán a megfogalmazás eredetét és a szerzői jogokat jelzi, nem szolgál a cikkben szereplő információk forrásmegjelöléseként.